# Skirgaila

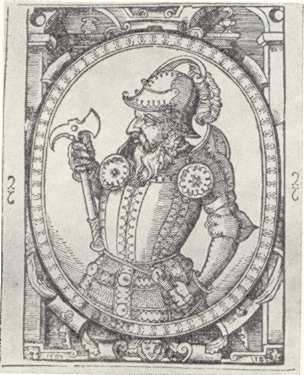
Representació de Skirgaila, del segle XVI

Skirgaila (en belarús: Скіргайла;, també conegut com a Ivan; circa 1353 o 1354 - Kíev, 11 de gener de 1397; batejat el 1383/1384 com Casimiro) va ser regent del Gran Ducat de Lituània per al seu germà Jogaila des de 1386 a 1392. Era fill d'Algirdas i la seva segona dona Uliana de Tver.

## Història

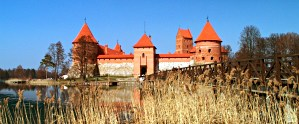
Castell de Trakai. Durant deu anys Skirgaila va ser Duc de Trakai.

Després de la mort d'Algirdas el 1377, Jogaila va esdevenir Gran Duc. Es creu que les disputes dinàstiques que van sorgir poc després entre el seu oncle Kęstutis i el seu cosí Vitautas el Gran van ser en gran part inspirades per Skirgaila. El 1379, un any abans del Tractat de Dovydiškės, Skirgaila va realitzar diversos viatges per reunir-se amb els Cavallers Teutònics. Skirgaila era la mà dreta del seu germà Jogaila i el va ajudar a empresonar a Kęstutis i Vitautas al castell de Kreva durant la Guerra civil lituana (1381-84). Alguns historiadors especulen que la mort de Kęstutis a la setmana d'estar empresonat podria ser, de fet, fruit d'un assassinat portat a terme per Skirgaila. Com recompensa pel treball ben fet, rebria el Ducat de Trakai. Quan Jogaila s'estava preparant per a la Unió de Krewo, Skirgaila va treballar per a ell com a emissari diplomàtic amb Polònia, participant activament a les negociacions; que en tenir èxit, van suposar el matrimoni de Jogaila amb Jadwiga de Polònia i la seva coronació com Rei de Polònia el 1386. Va deixar a Skirgaila com a regent a Lituània. Malgrat tot, Skirgaila no era popular entre els nobles, i Vitautas va aprofitar l'ocasió per guanyar poder. El 1389 va començar una nova guerra civil, però en fracassar a l'atac a Vílnius, va cercar l'ajut dels Cavallers Teutònics. L'any 1392 Jogaila i Vitautas van signar el Pacte d'Ostrów, el que va fer de Vitautas el seu regent al Gran Ducat de Lituània. El ducat de Trakai va ser tornat a Vitautas com a part del seu patrimoni. Com a compensació Skirgaila va rebre una porció de Volínia i Kíev des de 1395.
Les circumstàncies que van envoltar la seva mort no són clares. Corre el rumor que va ser enverinat per ordre de jerarques de l'Església Ortodoxa. Va ser enterrat al Monestir de les Coves de Kíev.